# Neuron kandelabrowy

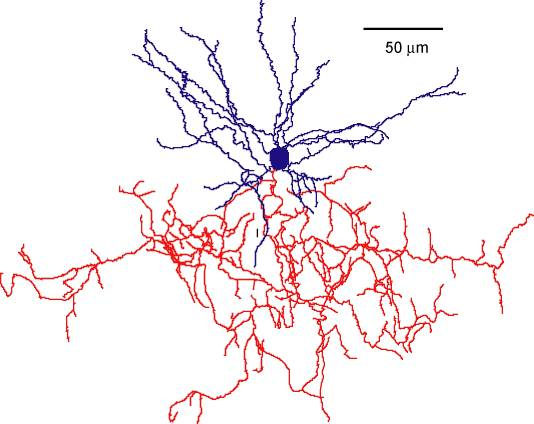
Rekonstrukcja neuronu kandelabrowego myszy. Niebieskim kolorem zaznaczono ciało komórki neuronu oraz dendryty, a czerwonym odgałęzienia aksonu.

Neuron kandelabrowy (ang. chandelier neuron) – rodzaj interneuronów kory mózgowej wydzielających neuroprzekaźnik hamujący GABA. Wspólnie z neuronami koszyczkowymi tworzą podgrupę interneuronów zawierających parwalbuminę, ale w odróżnieniu od nich nie tworzą synaps na dendrytach neuronów piramidowych, lecz na początkowych odcinkach ich aksonu. 
Należą do grupy neuronów szybko odpowiadających na pobudzenie (ang. fast-spiking). Są pobudzane przede wszystkim przez aksony dochodzące ze wzgórza, co oznacza, że uczestniczą prawdopodobnie we wczesnych etapach przekazywania informacji. Ich nazwa pochodzi od charakterystycznego kształtu, jaki tworzą ich odgałęzienia aksonu, przypominającego kandelabr.
U pacjentów ze schizofrenią obserwuje się zmiany w morfologii i funkcjonowaniu neuronów kandelabrowych w drugiej i trzeciej warstwie kory przedczołowej, między innymi zmniejszenie się liczby ich zakończeń aksonu o ok. 40%.